# اورمو آوا
اورمو آوا (استونیایی: Urmo Aava؛ زادهٔ ۲ فوریهٔ ۱۹۷۹) راننده رالی اهل استونی است.
وی از سال ۲۰۰۲ تا ۲۰۰۹ در ۵۱ رالی شرکت کرده و سابقه ۵ قهرمانی مرحله‌ای دارد، آوا راننده تیم استوبارت فورد بوده است.